# Leonard Žuta
Leonard Žuta (makedonsky Леонард Жута; * 9. srpna 1992, Göteborg, Švédsko) je švédsko-severomakedonský fotbalový záložník a reprezentant Severní Makedonie. V současnosti působí v klubu HNK Rijeka.

## Reprezentační kariéra
Nastupoval za severomakedonskou jedenadvacítku.
V A-mužstvu Severní Makedonie debutoval 14. 6. 2015 v kvalifikačním utkání v Žilině proti týmu Slovenska (porážka 1:2).